# Nemesia macrocephala
Espèce
Nemesia macrocephala est une espèce d'araignées mygalomorphes de la famille des Nemesiidae.

## Distribution
Cette espèce se rencontre en Italie en Sicile, à Malte et Espagne.

## Description
Les femelles mesurent de 21 à 26 mm.

## Liste des sous-espèces
Selon World Spider Catalog (version 21.5, 23/07/2020) :
- Nemesia macrocephala macrocephala Ausserer, 1871 de Sicile et Malte
- Nemesia macrocephala occidentalis Frade & Bacelar, 1931 d'Espagne

## Publications originales
- Ausserer, 1871 : Beiträge zur Kenntniss der Arachniden-Familie der Territelariae Thorell (Mygalidae Autor). Verhandllungen der Kaiserlich-Kongiglichen Zoologish-Botanischen Gesellschaft in Wien, vol. 21, p. 117-224 (texte intégral).
- Frade & Bacelar, 1931 : Révision des Nemesia de la faune ibérique et description d'espèces nouvelles de ce genre. Bulletin du Muséum national d'histoire naturelle de Paris, sér. 2, vol. 3, no 2, p. 222-238 (texte intégral).